# Jeongjong de Joseon
Jeongjong de Joseon (n. 1 iulie 1357, Hamhung, Provincia Hamgyong de Sud, RPDC – d. 26 septembrie 1419, Hanseongbu⁠(d), Imperiul Coreean), născut Yi Bang-gwa, al cărui nume schimbat este Yi Gyeong, a fost al doilea rege al Dinastiei Joseon. A fost al doilea fiu al fondatorului și primului rege al dinastiei, Regele Taejo.
Născut în 1357 ca Yi Bang-Gwa, a fost un ofițer abil, curajos, generos și prudent. În ultimele zile ale căderii Dinastiei Goryeo, Jeongjong și-a urmat tatăl, Yi Seonggye, pe numeroase fronturi de bătălie și a luptat de partea sa. Când tatăl său a devenit rege în 1392, el a fost numit prinț.
Regele Taejo a avut două soții — prima, care a dat naștere la 6 dintre fiii regelui (inclusiv Jeongjong), a murit înainte ca Taejo să fie încoronat. A doua soție a sa a născut 2 fii. Regele îl favoriza pe cel mai tânăr fiu al său, a cărui mamă era a doua soție a lui Taejo. Prim-ministrul Jeong Dojeon l-a susținut de asemenea pentru a fi succesor la tron, provocând animozitatea celorlalți prinți. În 1398, cel de-al cincilea fiu al Regelui Taejo, Yi Bang-won, devenit ulterior Regele Taejong al Joseon, a condus o lovitură de stat împreună cu mai mulți ofițeri militari, omorându-și cei doi frați, pe Prim-ministrul Jeong, dar și pe mulți dintre susținătorii acestuia. În primă fază, Yi Bang-won a încercat să pară neinteresat de tron, așa ca l-a impulsionat pe fratele său mai mare, Jeongjong (care era și cel mai mare), să devină prinț moștenitor. Regele Taejo s-a supărat și, dezgustat de situație, a abdicat, iar Jeongjong a devenit rege anul următor, în 1399. Tot în acest an a mutat capitala înapoi la Gaegyeong, vechea capitală din vremea Dinastiei Goryeo.

## Genealogie
1. Părinți
  1. Tata:Taejo de Joseon
  2. Mama: Regina Shin'ui din clanul Anbyeon Han
2. Consoarte si copii:
  1. Regina Jeongan din clanul Gyeongju kim (22 ianuarie 1355 – 2 august 1412) (정안왕후 김씨)
  2. Nobila Consoartă Regală Seong din clanul Chungju Ji (성빈 지씨)
    1. Yi Hu-Saeng, Prințul Deokcheon (1397 – 1465) (이후생 덕천군)
    2. Yi Mal-Saeng, Prințul Dopyeong (1402 – 1439) (이말생 도평군)

  3. Consoarta Regală Suk-ui din clanul Chungju Ji (숙의 지씨)
    1. Yi Won-Saeng, Prințul Uipyeong (? – 1461) (이원생 의평군)
    2. Yi Mu-Saeng, Prințul Seonseong (10 December 1396 – 7 July 1460) (이무생 선성군)
    3. Yi Ho-Saeng, Prințul Imseong (이호생 임성군)
    4. Prințesa Hamyang (함양옹주)

  4. Consoarta Regală Suk-ui of the Haengju Ki clan (? – 1457) (숙의 기씨)
    1. Yi Gun-Saeng, Prințul Sunpyeong (? – 1456) (이군생 순평군)
    2. Yi Ui-Saeng, Prințul Geumpyeong (? – 1435) (이의생 금평군)
    3. Prințesa Sukshin (1401 – 1486) (숙신옹주)
    4. Prințesa Deokchan  (덕천옹주)
    5. Yung-Saeng, Prințul Jeongseok (1409 – 1464) (이융생 정석군)
    6. Yi Seon-Saeng, Prințul Murim (1410 – 1474) (이선생 무림군)
    7. Prințul Goseong (고성옹주)
    8. Prințul Sangwon (상원옹주)
    9. Prințul Jeonsan (전산옹주

  5. Consoarta Regală Suk-ui din clan Mun(숙의 문씨)
    1. Yi Gwi-Saeng, Prințul Jongui (1393 – 1451) (이귀생 종의군)

  6. Consoarta Regală Suk-ui din clanu Lee(숙의이씨)
    1. Yi Jong-Saeng, Prințul Jinnam (1406 – 1470) (이종생 진남군)

  7. Consoarta Regală Suk-ui din clabul Haepyeong yun(1368 - 1417) (숙의 윤씨)
    1. Yi Deok-Saeng, Prințul Sudo (? – 1449) (이덕생 수도군)
    2. Yi Nok-Saeng, Prințul Imeon (1399 – 1432) (이녹생 임언군)
    3. Yi Bok-Saeng, Prințul Seokbo (1399 – 1447) (이복생 석보군)
    4. Yi Bo-Saeng, Prințul Jangcheon (이보생 장천군)
    5. Prințesa Incheon (인천옹주)
    6. Prințesa Haman (함안옹주)

  8. Prințesa Gaui din clanul Yu
    1. Yi Bul-no (이불노) (1388 – 1410)  - fiu nerecunoscut

  9. Cho Gung-Jang (초궁장)
  10. Ki-Mae (기매)
    1. Yi Ji-un (이지운) (? – 1424) - fiu nerecunoscut